# Why We Fight (film 2005)
Why We Fight è un film documentario del 2005, diretto da Eugene Jarecki.
Focalizzato sul complesso militare-industriale, il titolo fa riferimento ad un famoso film di propaganda commissionato dal Governo degli Stati Uniti per giustificare l'entrata in guerra della nazione contro le potenze dell'Asse.
Why We Fight fu proiettato per la prima volta al Sundance Film Festival del 2005, il 17 gennaio, esattamente 44 anni dopo il saluto del Presidente Dwight D. Eisenhower. Vinse il Premio della Giuria per il Documentario, tuttavia, ricevette delle limitazioni nelle sale cinematografiche e fu pubblicato in DVD il 27 giugno del 2005, dalla Sony Pictures Home Entertainment.

## Sinossi
Why We Fight descrive la crescita e il mantenimento del complesso industriale-militare degli Stati Uniti (originariamente chiamato il complesso militare-industriale-del Congresso da Eisenhower) e i suoi cinquant'anni di sviluppo con le guerre portate avanti dagli Stati Uniti, specialmente con la guerra in Iraq del 2003. Il documentario mostra come in ogni decennio dopo la Seconda Guerra Mondiale, il pubblico americano fu ingannato così che il Governo (incombente Amministrazione) potesse entrare in guerra e rifornire l'economia militare-industriale per mantenere il dominio politico statunitense nel mondo. Intervistati riguardo a questo problema ci sono il politico John McCain, lo scienziato politico e analista della CIA Chalmers Johnson, il politico Richard Perle, il commentatore neoconservatore William Kristol, lo scrittore Gore Vidal, e l'esperto di politica pubblica Joseph Cirincione.
Why We Fight documenta le conseguenze della suddetta politica estera attraverso alcune vicende di tipo personale: quella di un veterano della Guerra del Vietnam il cui figlio fu tra le vittime dell'attacco dell'11 settembre 2001 e che ora chiede che venga scritto il nome del proprio figlio morto su una delle bombe che verranno sganciate in Iraq; quella di un ventitreenne di New York costretto ad arruolarsi perché povero ed indebitato, la cui decisione finale fu determinata dalla morte della madre; e quella di una preminente scienziata nel campo degli esplosivi militari, Nguyet Anh Duong, che arrivò da bambina negli Stati Uniti come rifugiata dal Vietnam nel 1975.

## Contributi e rappresentanti

### Politici
Senatore John McCain

Eletto al Senato degli Stati Uniti nel 1986, è un ex pilota della marina militare ed è stato un prigioniero di guerra in Vietnam.
Richard Perle, Presidente del Consiglio per la Difesa del Pentagono (2001–2003)

Ha lavorato per tre decadi per il governo ed è considerato uno dei principali architetti della politica estera dell'Amministrazione di G. W. Bush. Come scrittore, pubblica regolarmente articoli su riviste di stampo conservatore.
William Kristol, Editore, The Weekly Standard

Un uomo influente nella politica sin dagli anni settanta, fondò il periodico Weekly Standard nel 1995, e co-fondò il gruppo di esperti del Progetto per il Nuovo Secolo Americano nel 1997.
Charles Lewis, Center for Public Integrity

Fondatore ed ex direttore esecutivo della no-profit Center for Public Integrity, organizzazione apartitica fondata nel 1989 per indagini e ricerche politiche pubbliche negli Stati Uniti.

### Civili
Joseph Cirincione, Carnegie Endowment for International Peace

Un socio anziano e Direttore del Progetto di non-proliferazione, Carnegie Endowment for International Peace, Washington, D.C.
Gwynne Dyer, Storico Militare

Si tratta di uno storico militare, scrittore e giornalista che lavora per il Canada, l'Inghilterra e l'America. Ha pubblicato libri, articoli, opuscoli informativi e serie radiofoniche sugli affari internazionali.
Susan Eisenhower, Nipite del Presidente Eisenhower

Socia anziana al programma di direzione dell'Istituto Eisenhower. Sta portando avanti la terza carica al Committee on International Security and Arms Control (CISAC) dell'Accademia Nazionale delle Scienze degli Stati Uniti.
John Eisenhower, Figlio del Presidente Eisenhower, Storico Militare

Storico membro del personale militare dello staff della Casa Bianca durante l'Amministrazione del padre. È andato in pensione come Generale di Brigata e ha servito come ambasciatore statunitense in Belgio dal 1969 al 1971.
Chalmers Johnson, CIA 1967-1973, Politologo

Con una carriera di cinquant'anni nella politica estera, è il presidente del Japan Policy Research Institute. Ha scritto molti articoli e libri come accademico dell'Universita della California.
Wilton Sekzer, Sergente di polizia in pensione, New York City Police Department / Veterano del Vietnam

Veterano del Vietnam, mitragliere del 13º Battaglione dell'Aviazione, il cui figlio fu ucciso l'11 settembre. Dopo l'attacco, disse che l'Amministrazione Bush gli fece credere che Saddam Hussein fosse il responsabile. Mandò e-mail ad ogni ramo militare chiedendo se potevano scrivere il nome di suo figlio su una bomba che sarebbe stata sganciata in Iraq. Più tardi fu incerto sul dover rimpiangere le proprie azioni, dopo aver sentito il presidente Bush affermare di non sapere da dove la gente abbia avuto l'idea che ci fosse un legame tra Saddam Hussein e gli attacchi dell'11 settembre.
William Solomon

Un soldato di ventitré anni. Portato in Iraq il 10 gennaio del 2005, per 18 mesi, come meccanico di elicotteri. Sembra che Solomon lo faccia per il Sergente del 1º Battaglione del 52º Reggimento dell'aviazione, Fort Wainwright, Alaska, secondo il sito web che riporta le diverse attività dei soldati. C'è una foto di Solomon e uno specialista che parla di allenamenti di pallacanestro in Kuwait a Camp Virginia. Gli allenatori sono in viaggio verso l'Iraq per partecipare all'operazione di Hardwood 5, che è un programma che porta allenatori di pallacanestro degli Stati Uniti per le truppe americane in Medio Oriente.
Frank "Chuck" Spinney, Analista militare in pensione

Ingegnere meccanico (classe 1967) laureato alla Lehigh University, lavorò per la USAF, in Ohio, prima di lavorare per il Pentagono nel 1977. Divenne un aspro critico del Pentagono, successivamente noto come la "coscienza del Pentagono", quando attaccò l'aumento delle spese nel report "Defense facts of life", pubblicato nel 1982, noto anche come "Spinney Report", che ottenne una copertina sul Time.
Gore Vidal, Autore di Imperial America

Scrittore, commediografo, romanziere e saggista, ha scritto libri sulla politica estera americana spiegando l'Impero Americano.

### Partecipanti militari
'Fuji' and 'Tooms'

I piloti U.S.A.F. di Stealth Fighter, 'Fuji' e 'Tooms', sganciarono la prima bomba su Baghdad, decretando l'inizio ufficiale della guerra nel 2003.
Colonnello Richard Treadway, Comandante dello Squadrone USAF Stealth Fighter

Vice comandante del 49º Fighet Wing dell'aeronautica militare statunitense.
Colonnello Walter W. Saeger, Jr., Direttore del dipartimento munizioni USAF
Karen Kwiatkowski

Un tenente colonnello dell'aeronautica militare in pensione che lavorava con l'agenzia per la sicurezza nazionale.
James G. Roche, Segretario dell'Air Force

Ventesimo Segretario dell'Air Force.
Nguyet Anh Duong

Inventore della bomba termobarica.

### Commentatori
Colonnello Lawrence B. Wilkerson, Capo dello Staff del segretario di stato Colin Powell

Dal 1984 al 1987, il Col. Wilkerson fu assistente esecutivo dell'ammiraglio Stewart A. Ring, U.S. N., Direttore per la strategia e la politica (J5) USCINCPAC. Negli anni novanta il Col. Wilkerson fu direttore del U.S.M.C. War College, a Quantico, in Virginia. Ha scritto molto su questioni di sicurezza militare e nazionale nelle riviste tradizionali e professionali.